# Chodkiewicz-Palast (Miodowa)

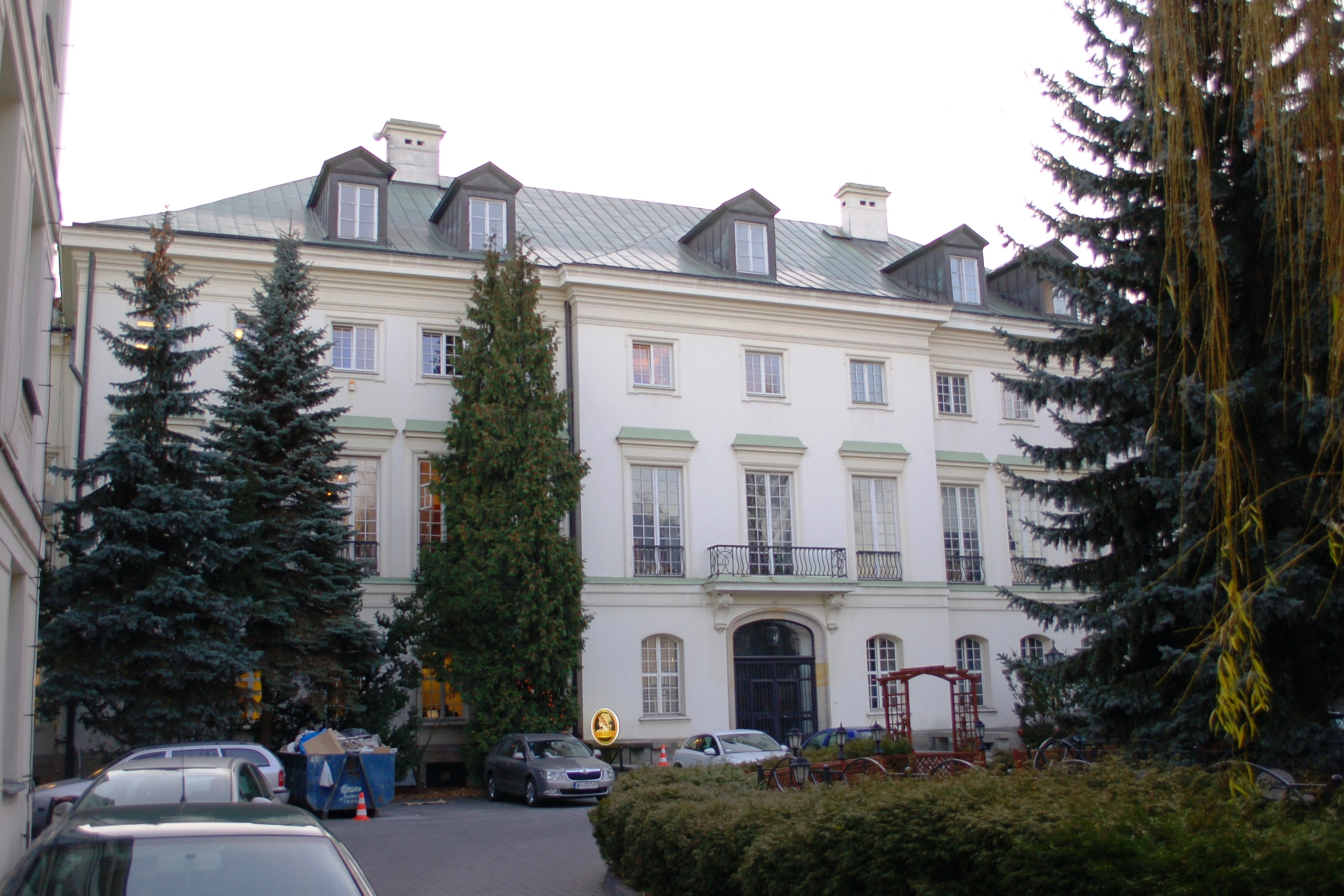
Die dem Hof zugewandte Fassade des Gebäudes; hier verfügt der Risalit über kein Giebeldreieck

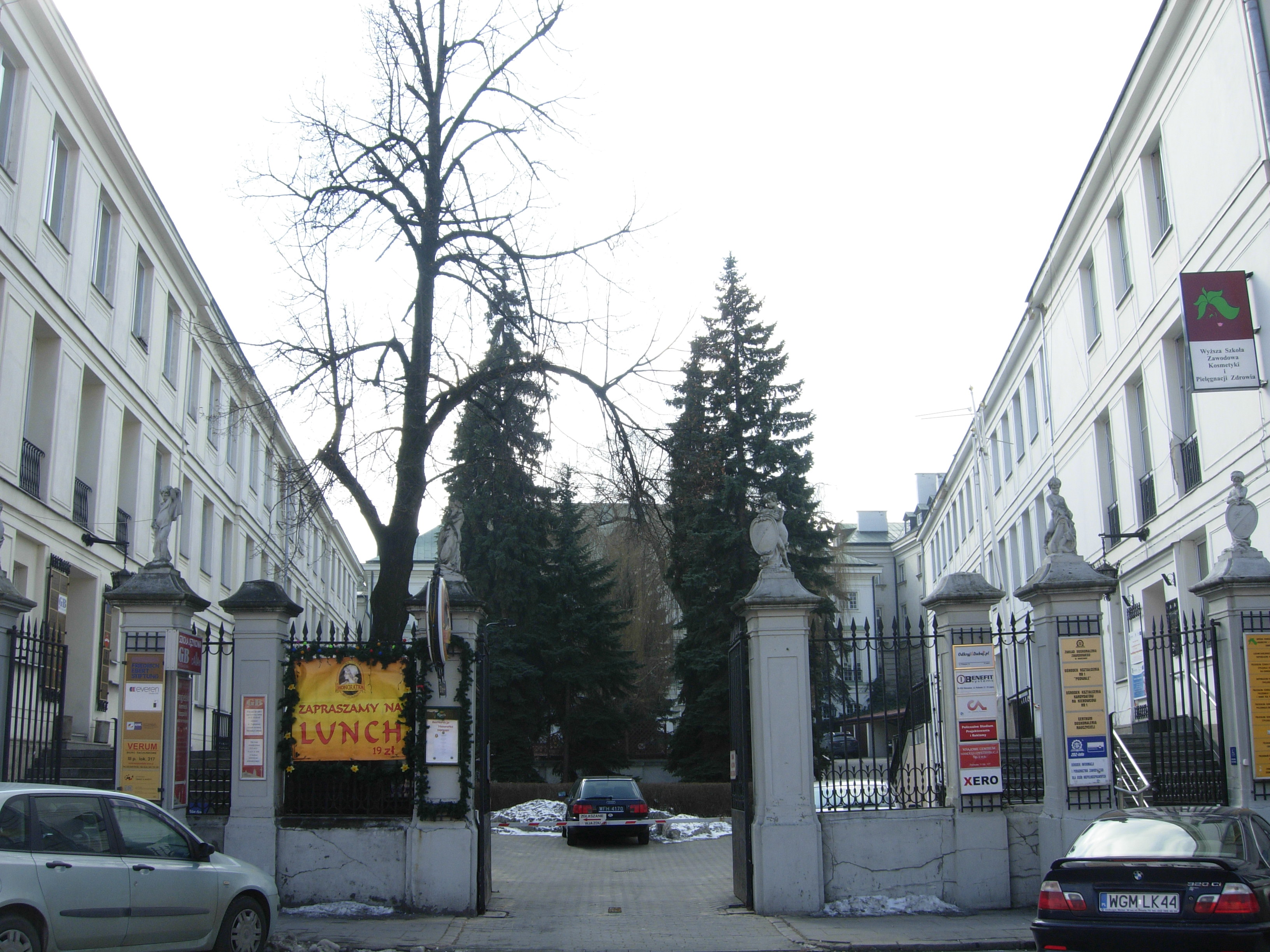
Die Einfahrt zum Innenhof von der Ulica Podwale aus

Der Chodkiewicz-Palast befindet sich an der Ulica Miodowa (Nr. 14) im Warschauer Innenstadtdistrikt. Das aus dem 18. Jahrhundert stammende Gebäude wurde im Zweiten Weltkrieg zerstört, später wiederaufgebaut und beherbergt heute ein Restaurant und Büros diverser Organisationen und Firmen.

## Lage
Das Kerngebäude des Palastes liegt an der nördlichen Seite der historisch bedeutsamen Miodowa. Rückwärtige Nebengebäude erstrecken sich bis zur Ulica Podwale, an der sich auch die Toreinfahrt zum Ehrenhof befindet. Hier verläuft die teilrestaurierte Festungsmauer der Altstadt. Der Gebäudekomplex liegt im Osten an der schmalen Ulica Kapitulna, die die Miodowa mit der Podwale verbindet. Im Westen grenzt an das Palastgrundstück eine ukrainisch-griechisch-katholische Klosteranlage des Ordens der Basilianer des Heiligen Josaphat an (poln.: Cerkiew i monaster Zaśnięcia Najświętszej Marii Panny). Gegenüber an der Miodowa befindet sich die Einfahrt zum Pac-Palast.

## Geschichte
Die Baugeschichte des Ensembles ist umstritten. Unklarheiten entstehen aus der Dimension des Grundstückes, auf dem vermutlich mehrere Objekte gestanden haben. Ein erstes Herrenhaus wurde hier wahrscheinlich im Jahr 1630 für den Bischof Jakub Zadzik errichtet. Während des schwedischen Einfalls brannte dieses Gebäude. 1670 war Andrzej Kazimierz Giełgut, ein königlicher Sekretär, Eigentümer des Anwesens. 1743 war Konstancja, die Ehefrau des Woiwoden Piotr Jan Czapski, Besitzerin. Nachfolgende Eigentümer (eventuell nur von Teilen) stammten aus den Familien Zyberkow und Rzewuski.
In den 1750er Jahren wurde ein Palast für Jan Karol Mniszech, einen Kämmerer der litauischen Krone, errichtet. Es ist unbekannt, ob dieser Palast das Vorgängergebäude mit einbezog. Ein solches könnte an dieser Stelle bereits zum Ende des 17. Jahrhunderts für den Kronmarschall Jerzy Mniszech gebaut worden sein. Es wird vermutet, dass der Entwurf zum neuen Palast von Giacomo Fontana stammte. Nach dem Tod Mniszechs fiel der Palast an Ludwika Mniszech geb. Sułkowska.

### Chodkiewicz-Familie
Von 1790 bis 1824 befand sich der Palast dann im Eigentum des Magnatengeschlechts Chodkiewicz. Gegen Ende des 19. Jahrhunderts wurden die Innenräume des Palastes vom vorherigen Rokoko-Stil in klassizistischen Formen ausgestaltet. Auftraggeber des Umbaus können Piotr Ożarowski, ein Hetman der Großkrone oder auch Aleksander Chodkiewicz gewesen sein. Dieser Chodkiewicz, ein Chemiker, hatte zu Anfang des 19. Jahrhunderts ein Labor im Palast eingerichtet; 1827 entstand hier in Zusammenarbeit mit Jan Siestrzyński die erste lithografische Druckerei Warschaus. Vermutlich in den Jahren 1824 bis 1829 wurde das Objekt nach einem Entwurf von Stanisław Kostka Hoffmann um ein Stockwerk erhöht. Ab 1824 befand der Palast sich im Besitz der Familie Czaczkowski, ab 1827 waren Jan Kochanowski und seit 1851 Jan Hryniewicz die Eigentümer.

### Gewerbliche Nutzung
In der ersten Hälfte des 19. Jahrhunderts eröffnete das Café „Honoratka“ im Erdgeschoss des Palastes. Es besteht – als Restaurant – bis heute. 1831 fanden hier Treffen der Patriotischen Gesellschaft (poln.: Towarzystwa Patriotycznego, auch Klub Patriotyczny) statt. Daran nahmen auch Frédéric Chopin, Joachim Lelewel, Ksawery Bronikowski, Maurycy Mochnacki und Piotr Wysoki teil. Zu der Zeit befand sich im Gebäude auch eine anglikanische Kapelle. Im Jahr 1852 fand eine Restaurierung unter Leitung von Alfons Kropiwnicki statt. Leon Skiwski erwarb das Gebäude 1862, später fiel es an seine Erben.
1920 kaufte der Christliche Handwerkerverband (poln.: Związek Rzemieślników Chrześcijan) den Palast. Während des Warschauer Aufstandes brannte das Objekt ab; stehengebliebene Reste wurden zum Teil abgerissen. In den Jahren 1948 und 1949 wurde der Palast unter der Leitung von Jan Bogusławski und Józef Łowiński wiederaufgebaut. Von 1950 bis 1956 schuf Henryk Grunwald das dekorative Gitterwerk. Die heutigen, langgestreckten Nebengebäude entsprechen weder in Form noch Dimension der ursprünglichen Bebauung; sie wurden im Rahmen der Nachkriegsgestaltung des Grundstückes nach zweckmäßigen Gesichtspunkten errichtet. Nach dem Krieg wurde der Palast dem damaligen Zentralverband des polnischen Handwerks (poln.: Centralny Związek Rzemiosła Polskiego) zugeteilt.

### Gegenwart
Heute befindet sich im Palast neben dem Restaurant „Honoratka“ der Sitz des Verbandes der Handwerkskammern (Związek Izb Rzemieślniczych) und der Warschauer Handwerkskammer (Izby Rzemieślnicznej w Warszawie). Ebenfalls sind hier – neben vielen weiteren Firmen – die Büros der Deutsch-Polnischen Industrie- und Handelskammer (AHK Polen) und der Germany Trade and Invest untergebracht.

## Ansichten

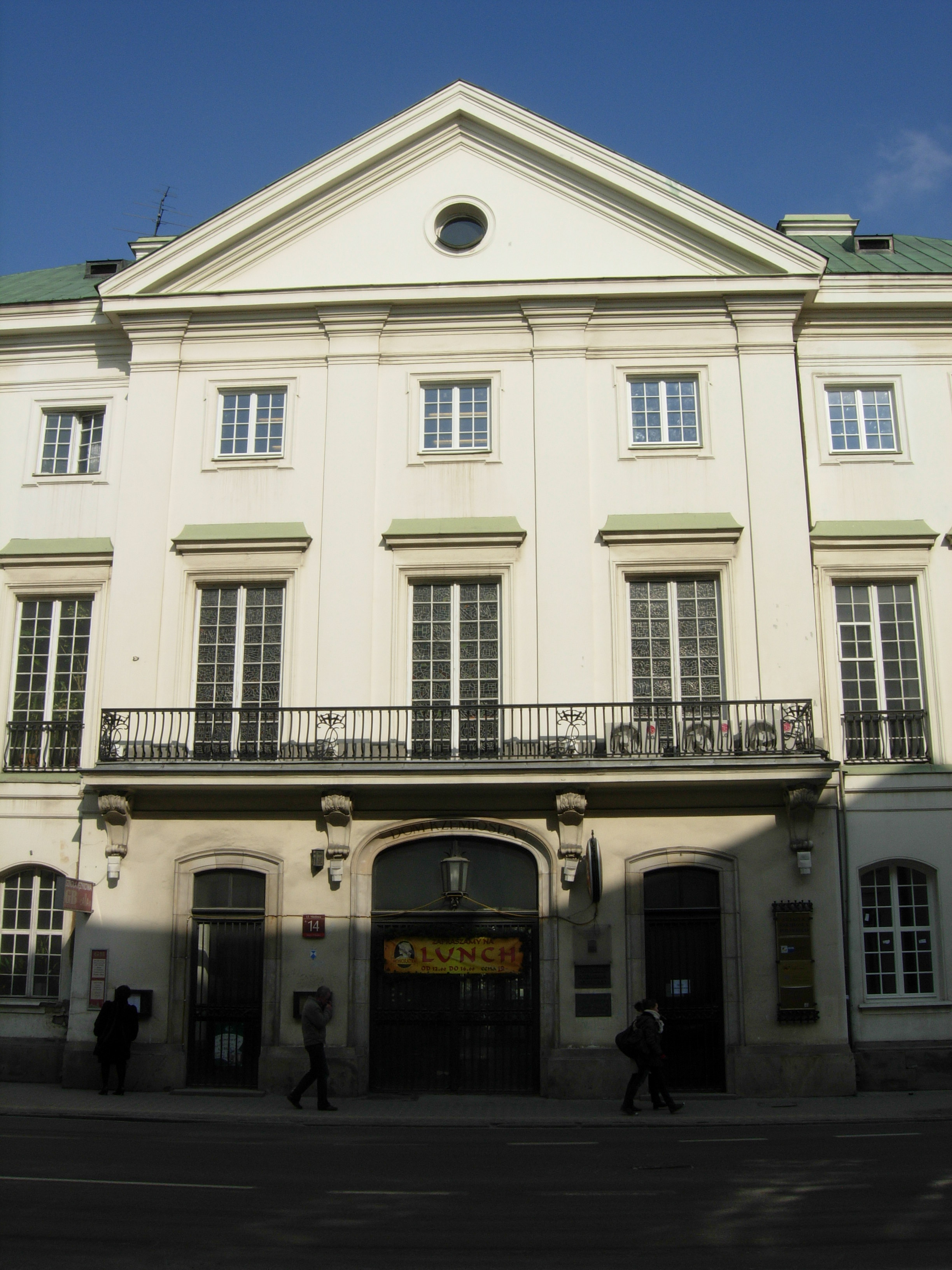
Der in der Bebauungsflucht der Miodowa liegende Mittelrisalit
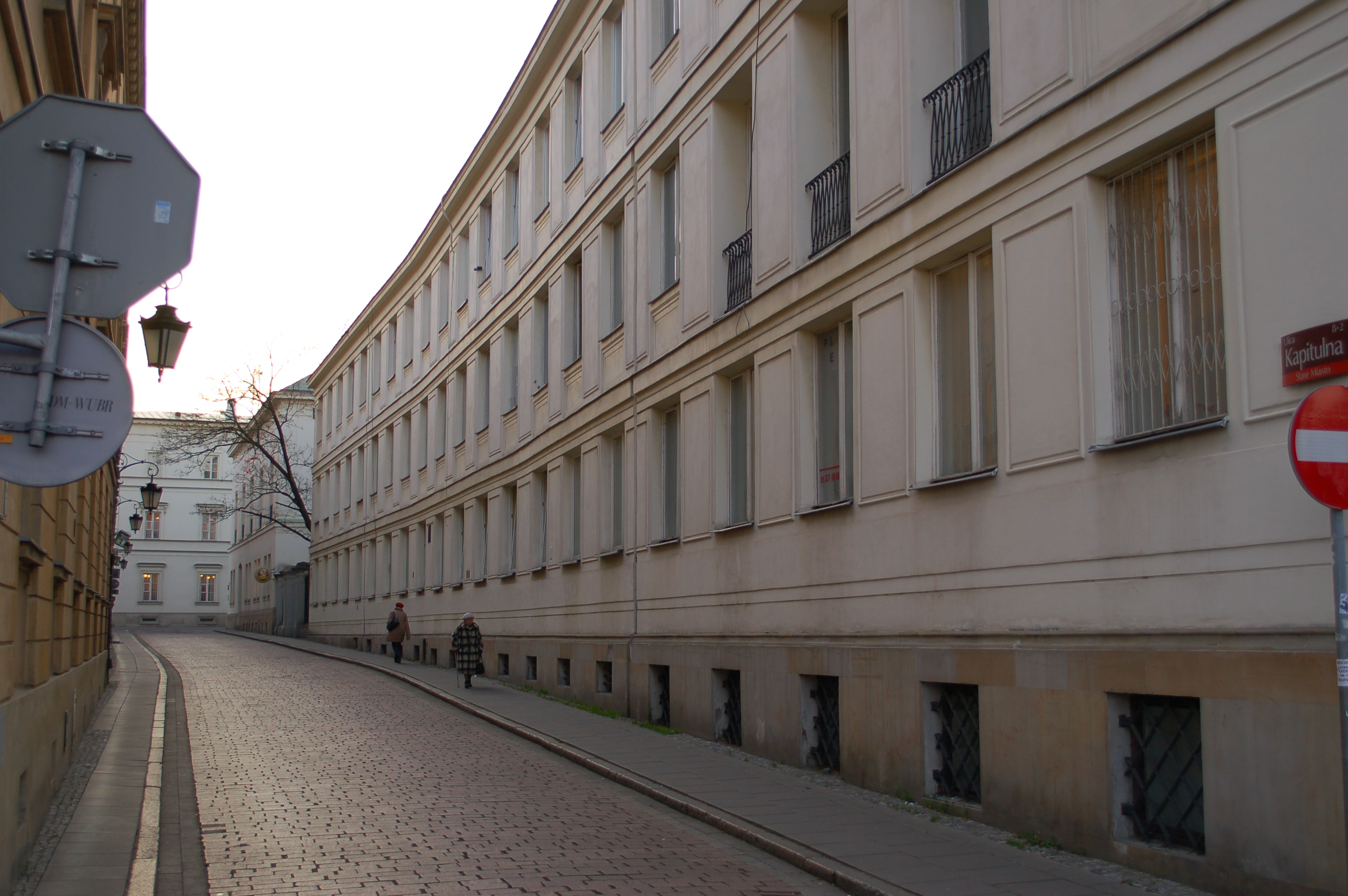
Seitenansicht des Nebengebäudes an Ulica Kapitulna in Richtung zur Ulica Miodowa
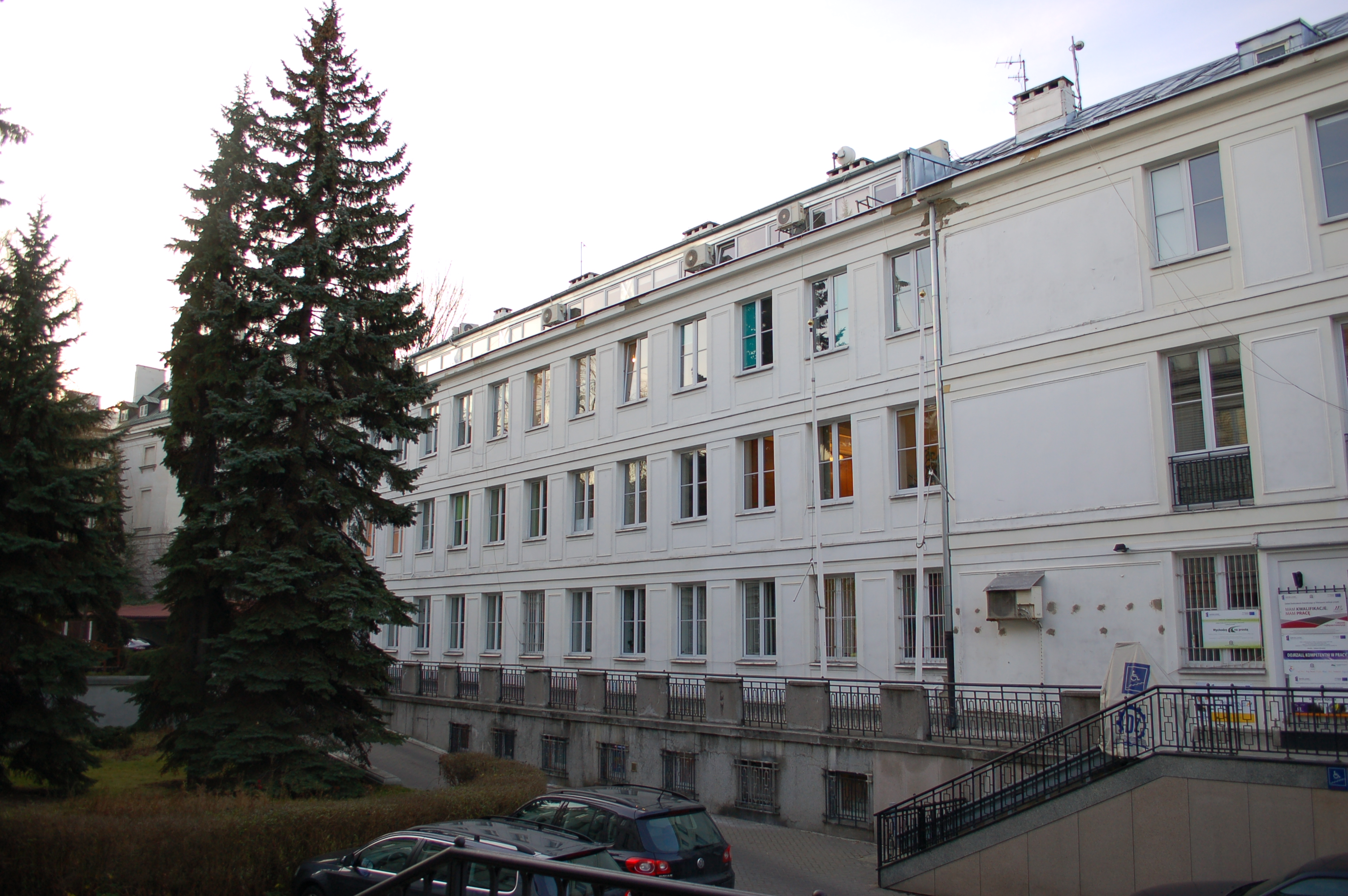
Innenhofansicht des Westflügels
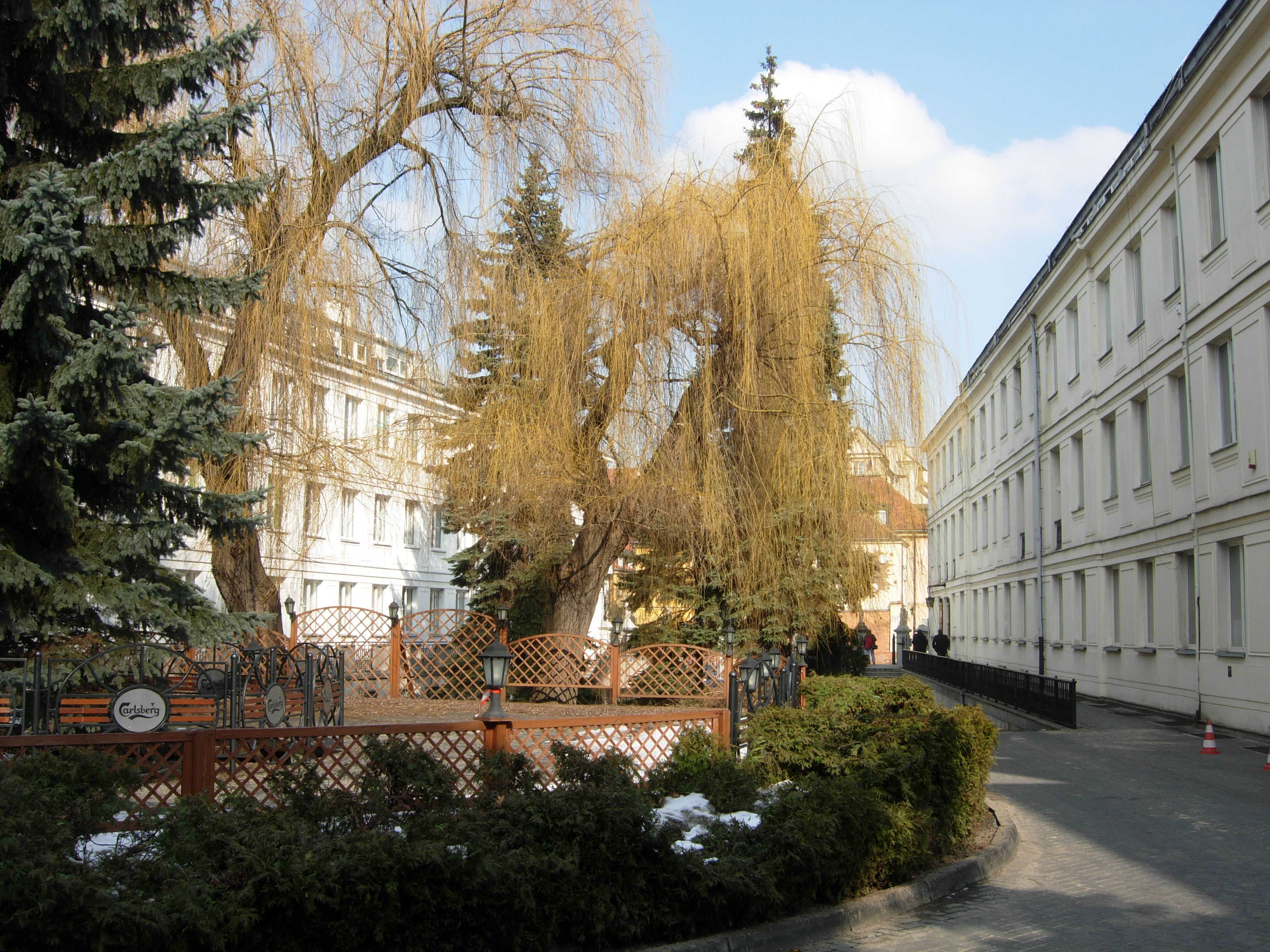
Der Innenhof, links der an der Kapitulna liegende Ostflügel
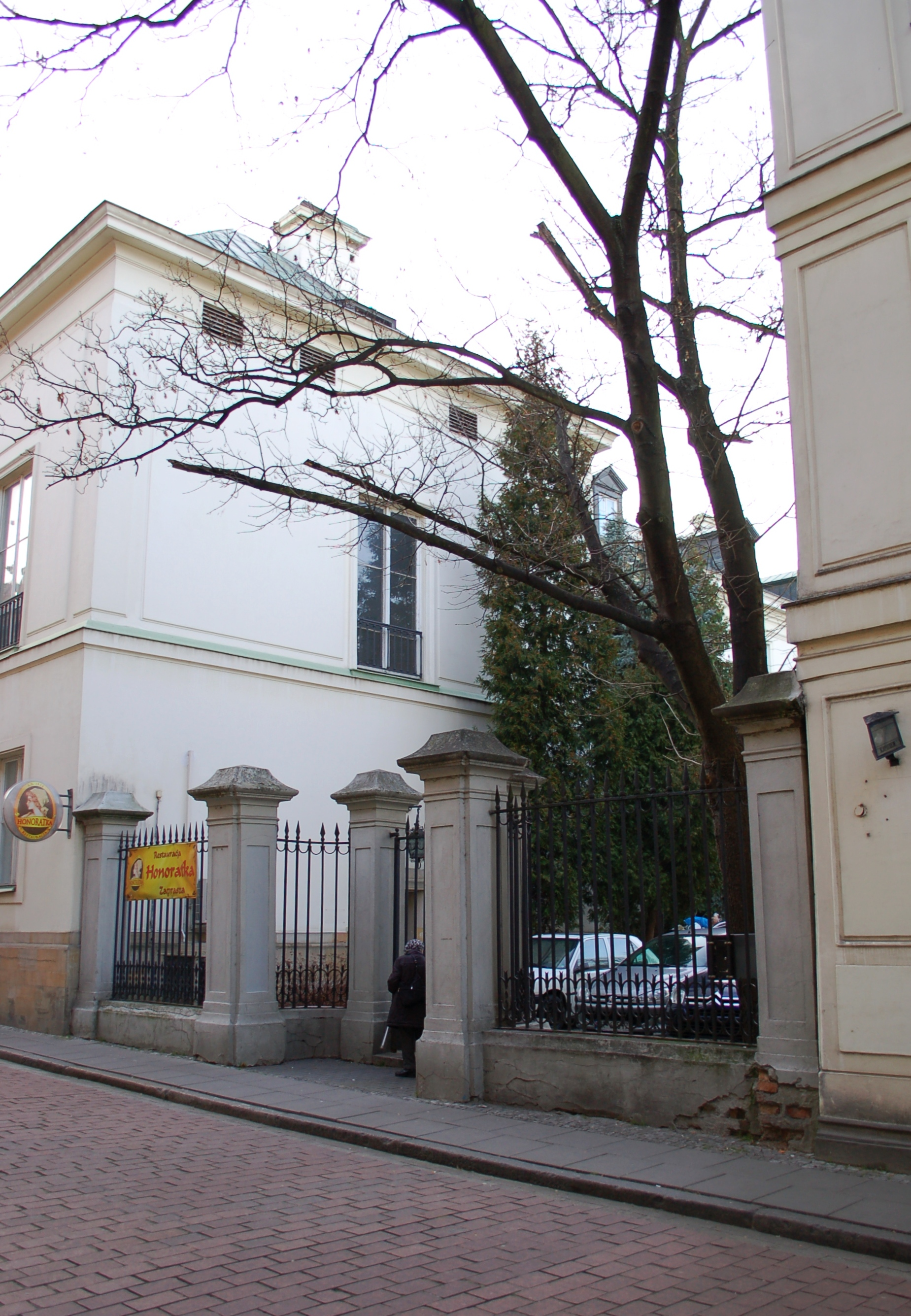
Nebeneinfahrt zwischen Palast und Nebengebäude an der Kapitulna
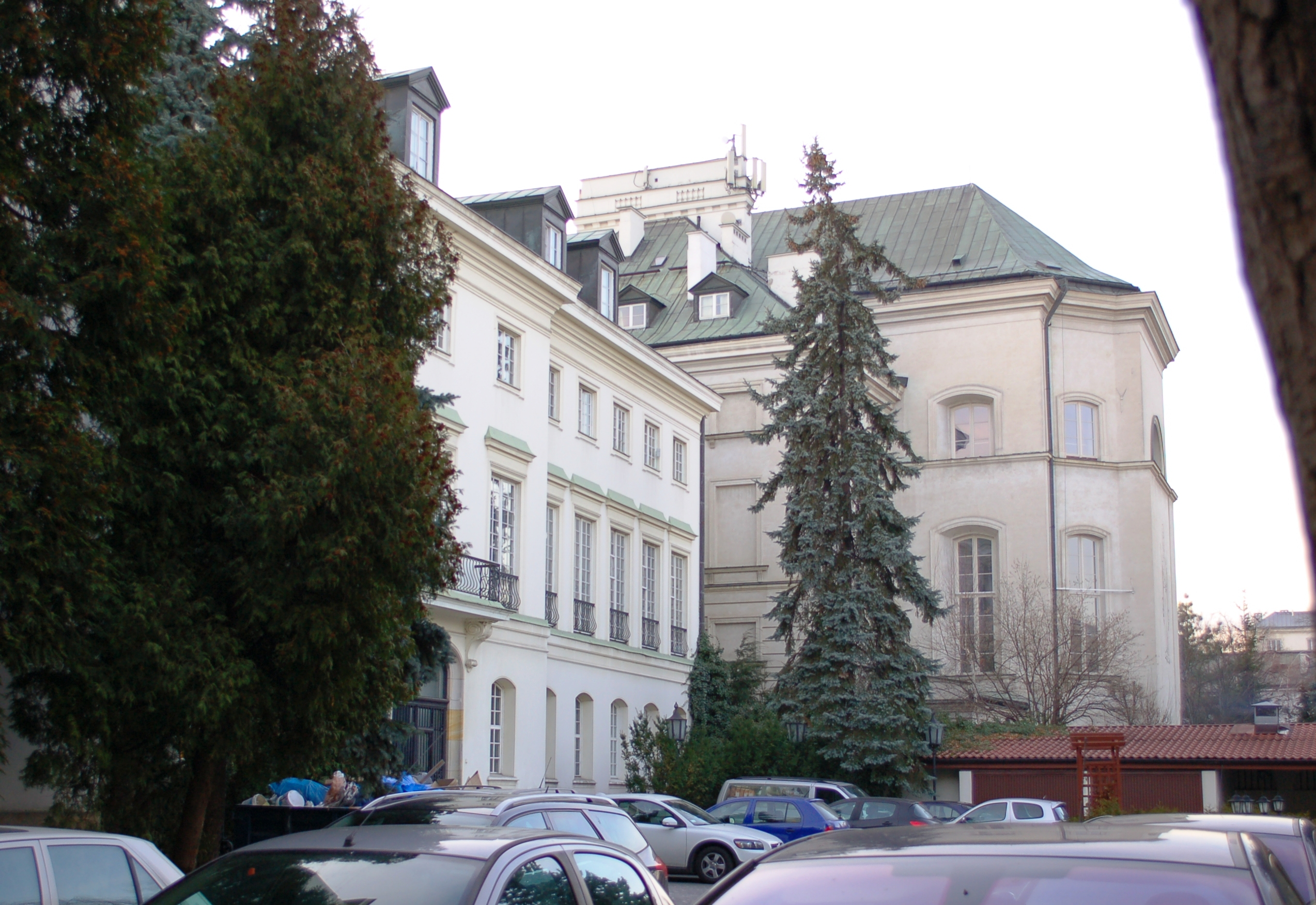
Blick vom Innenhof auf die benachbarte ukrainisch-griechisch-katholische Kirche zur Verkündigung der seeligen Jungfrau Maria